# Adenomera diptyx
Adenomera diptyx е вид жаба от семейство Жаби свирци (Leptodactylidae). Видът не е застрашен от изчезване.

## Разпространение
Разпространен е в Аржентина, Боливия и Парагвай.